# Нарцис (рослина)

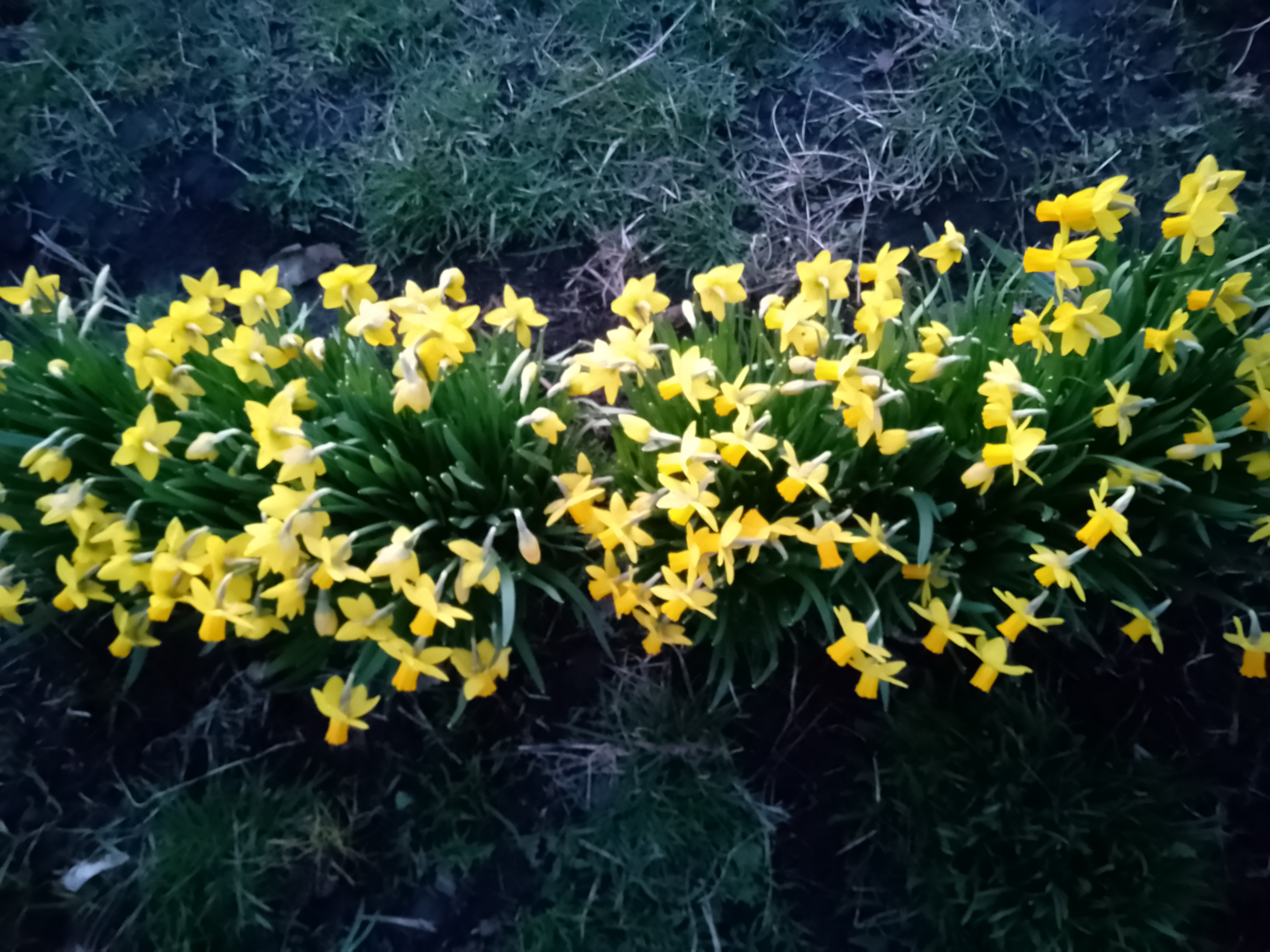
Нарциси в с. Дубівці

Нарци́с, нарциз, марциз (Narcissus) — рід однодольних рослин з родини амарилісових.

## Загальні ознаки рослини
Це трави із щільними цибулинами і стрічкоподібними різної довжини листками. Квіти знаходяться на верхівках безлистих стебел, вкритих плівчастою поволокою, одною або кількома. Шість тичинок прикріплені у 2 ряди в кінці трубочки; зав'язь нижня, тригранна, сім'ябруньки сидять кількома рядами в кожному гнізді, прикріплюючись у внутрішніх кутах. Насінин декілька або багато, вони кулясті і з білком.

## Найпоширеніші види рослини
До роду належать до 20 видів, поширених в Європі, переважно в середземноморських країнах, особливо західних; один вид росте в Азії в Японії і Китаї. Кілька витончених видів нарцисів здавна використовують як весняні прикраси садів і кімнат. З них особливо поширені такі:
1) Нарцис тацет (Narcissus tazetta) — дикоростучий у Південній Європі, відрізняється тим, що квіти його зібрані на верхівці безлистої стрілки, довжиною від 30 до 40 см, парасолькою з 8 до 10. Ці квіти жовтувато-білі, з маленькою блюдцеподібною коронкою такого ж кольору і дуже ароматні. Не зимують в помірному кліматі у відкритому ґрунті, можливе вирощування в оранжереях або вдома. Цибулину слід садити в жовтні або на початку листопада. Є декілька різновидів, у тому числі махрові.
2) Нарцис несправжній (Narcissus pseudonarcissus) — відрізняється великою коронкою, квіти одиночні, ароматні, жовті або ж оцвітина біла, а коронка жовта. Витривалий і може розводитися на відкритому ґрунті в умовах помірного клімату.
3) Нарцис жонкіль (Narcissus jonquilla) — квіти зібрані по 2-3 на верхівках стрілок, золотисто-жовті, коронка блюдцеподібна, маленька.
4) Нарцис білий (Narcissus poeticus) — квіти поодинокі, рідко парні, ароматні, чисто білі, коронка їх у вигляді блюдця, жовтувата з червоним краєм або без нього. Прекрасно росте у відкритому ґрунті. Цибулини висаджують восени, починаючи з вересня і до початку листопада; посаджені в інший час не виростають. Нарцис не вимогливий до якості ґрунту. Розмножують відділенням молодих цибулин (діток) зі старої цибулини щорічно; можливо робити це також і через більші проміжки часу, наприклад кожні 4 роки. Насінням розводити нарцис незручно, тому що вони дуже важко проростають — іноді через 2-3 роки, а потім ще до цвітіння доводиться чекати поки рослина не зміцніє, на що потрібно від 5 до 12 років, в залежності від виду.
5) Narcissus bulbocodium (Криноліновий нарцис) — мініатюрний нарцис висотою 10–15 см.
Крім названих, у садівництві чимало інших вельми витончених, але менш поширених видів нарцисів.

## Лікарські властивості
Згідно повідомлення Euronews, в 2023 році британські вчені встановили, що з високогірного нарцису можливо виділяти галантамін та застосовувати його екстракт в годівлі корів та іншої великої рогатої худоби. Як на думку науковців, це надасть змогу знизити обсяг вироблення ними парникових газів та скоротити викиди метану, що в цілому, уповільнить глобальне потепління на Землі.

## Галерея

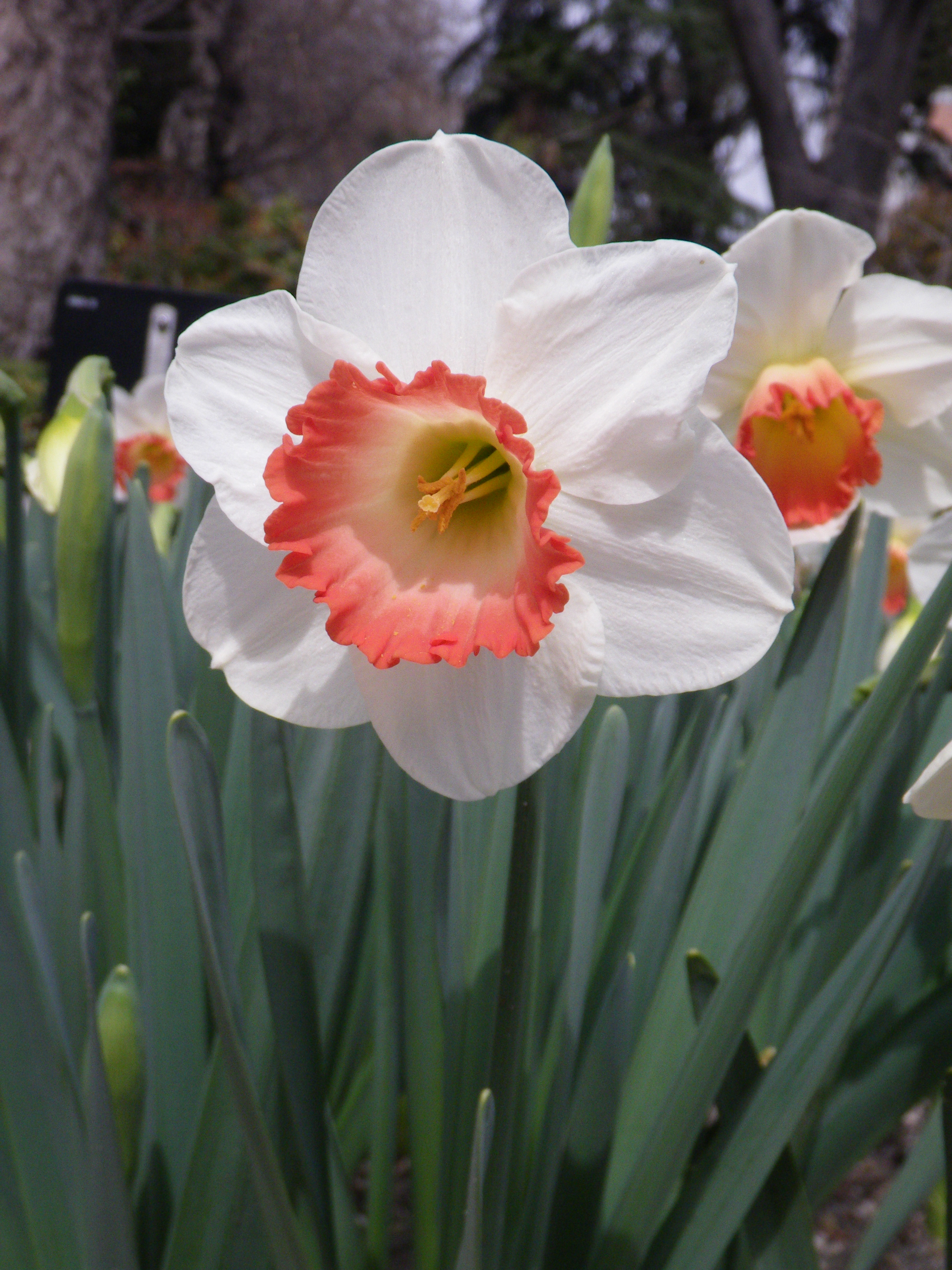
Нарцисс в полеКультивар нарциса 'Pink Charm'
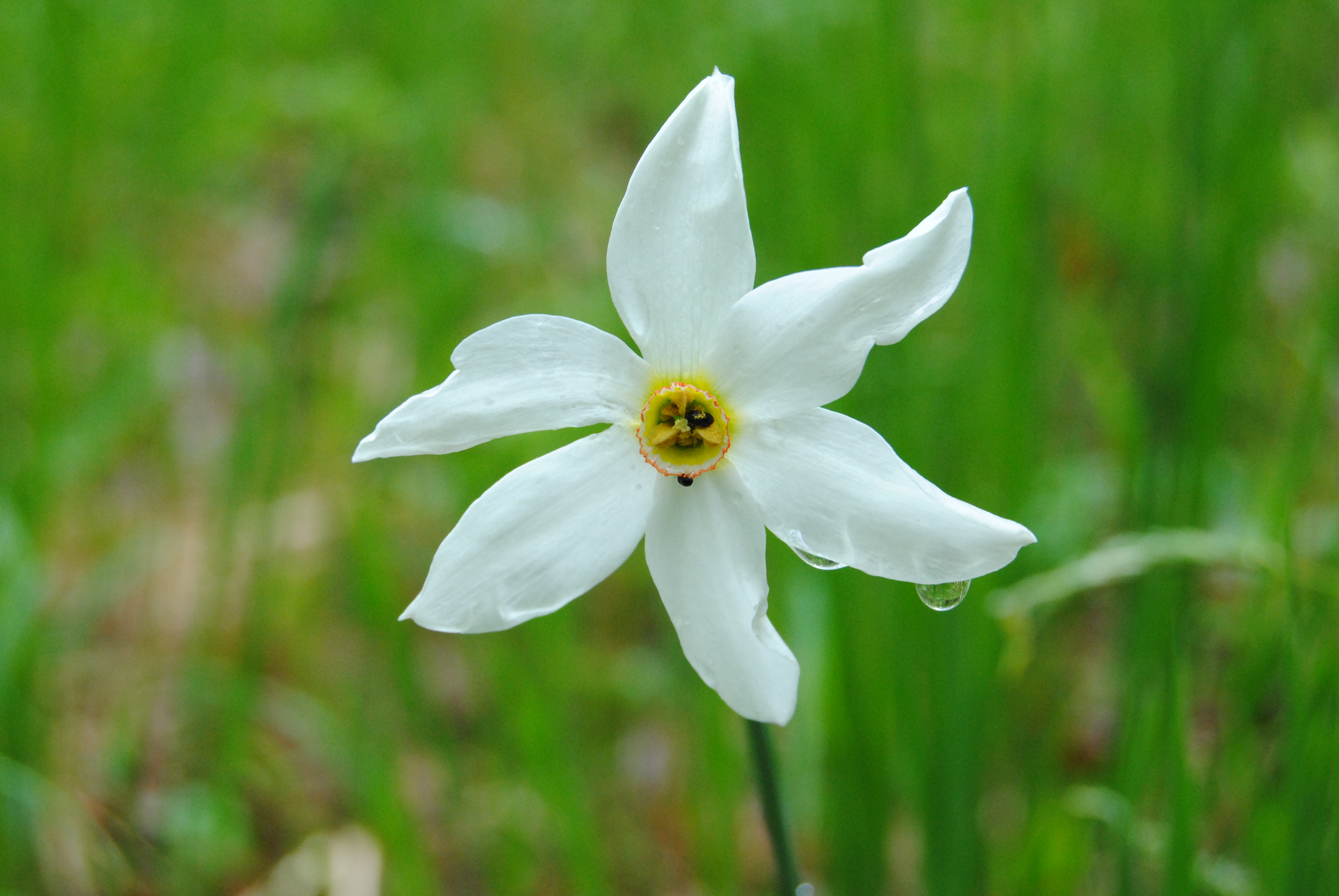
Narcissus poeticus
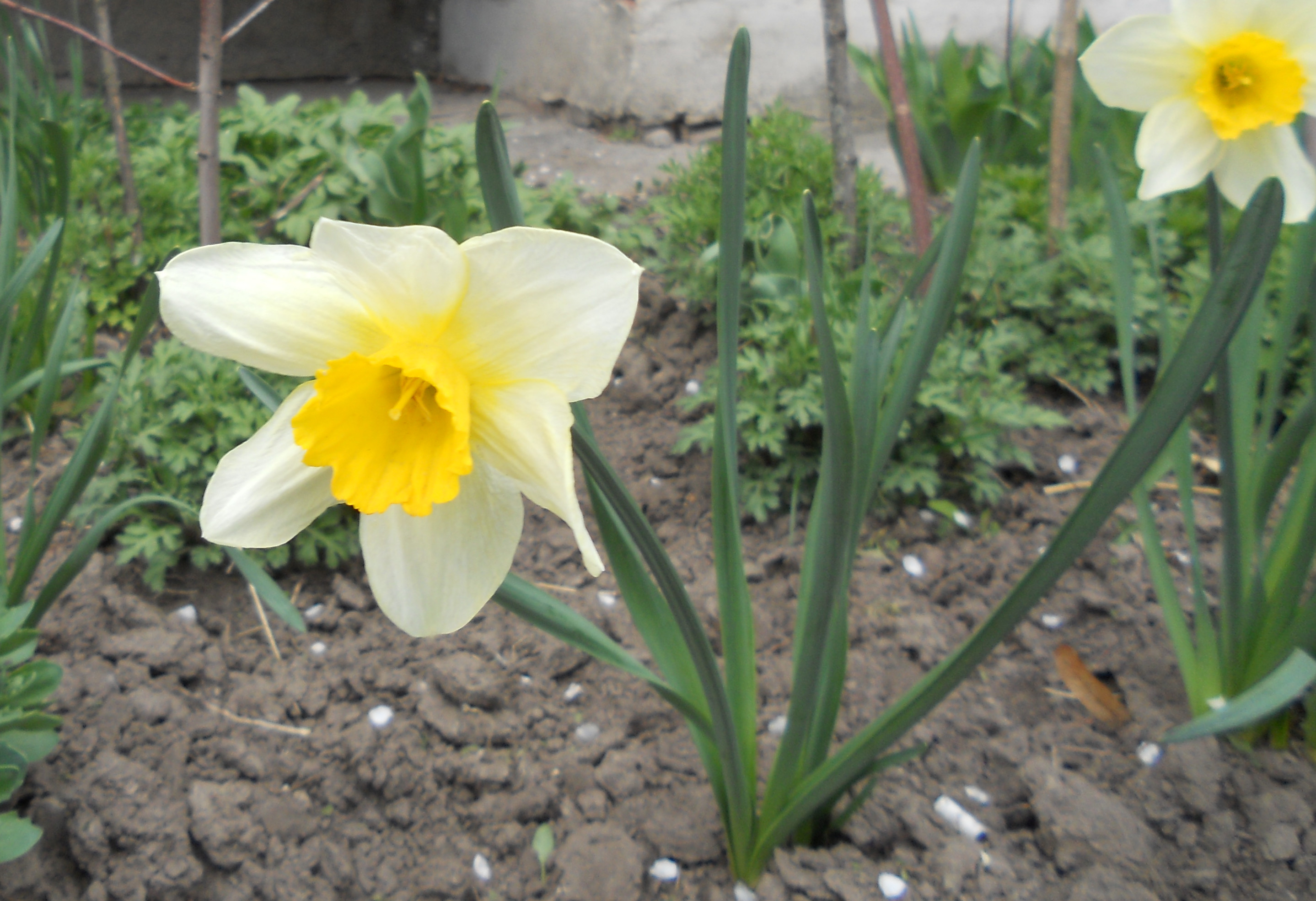
Narcissus × incomparabilis
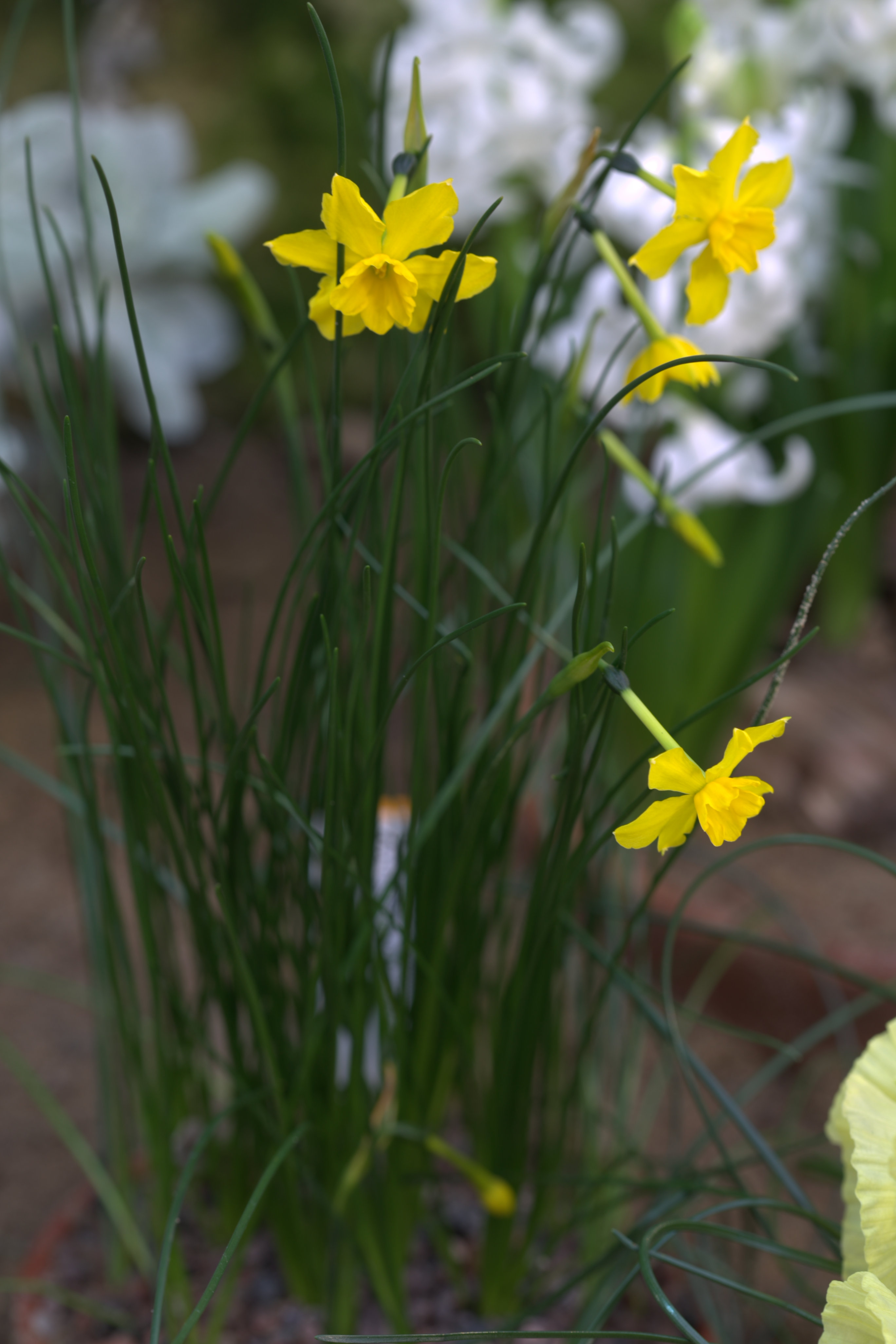
Нарцис жонкіль